# 訪問米軍に関する地位協定
訪問米軍に関する地位協定（ほうもんべいぐんにかんするちいきょうてい、英語: Visiting forces agreement）は、1998年2月10日にアメリカ合衆国とフィリピンの間で締結された地位協定の1つ。1999年5月27日に発効した。

## 概要
アメリカ軍兵士のフィリピン国内での法的地位について定め、合同軍事演習や有事の際にアメリカ軍の迅速な援助を可能としている。なお協定の締結後にアメリカ軍兵士が罪を犯し、フィリピン側が容疑者の拘束を求めたものの拒否された事件があり、フィリピン国内には不平等だとの批判も存在する。

## 2020年から2021年の動き
2020年1月23日にフィリピンの国会議員ロナルド・デラロサがアメリカから査証の発給を拒否された。デラロサは、過去に非人道的な殺人が横行するフィリピンの麻薬戦争を国家警察長官として指揮した経歴があり、ロドリゴ・ドゥテルテ大統領に近い人物であった。同年2月11日にフィリピン政府は地位協定の破棄をアメリカ政府に通知したと発表した。これを受けてアメリカのドナルド・トランプ大統領は記者会見で、「彼らがそうしたいならそれでいい。多額の金を節約できる」と述べ、協定破棄の見直しを求めないことを示唆した。
2020年8月に地位協定は失効する見込みとなっていたが、同年6月2日にフィリピンのロクシン外相はドゥテルテ大統領が協定破棄を保留したと発表した。理由は外交関係の多様化を図ることを挙げた。
2021年7月30日にフィリピンを訪問したロイド・オースティン国防長官と会談したデルフィン・ロレンザーナ国防大臣が協定の維持を表明した。同月29日にドゥテルテ大統領も会談しており、フィリピン大統領府は30日に「対等な関係での同盟という明確な定義に基づくもの」と説明した。ドゥテルテは実際の破棄を3度先送りした上で撤回した。背景には中華人民共和国による南シナ海進出への抑止力維持がある。